# SV Ehrang
Maillots
Dernière mise à jour : 5 avril 2011.
Le SV Ehrang est un club sportif allemand localisé dans la commune d’Ehrang dans l’entité de Trèves, en Rhénanie-Palatinat.

## Histoire (football)
Le club fut fondé en 1910, au restaurant "Feller", le jour de Fronleichnam, une procession qui a lieu le jeudi suivant la Trinité. 
En 1945, le club fut dissous par les Alliés, comme tous les clubs et associations allemands (voir Directive no 23). Il fut rapidement reconstitué.
Le principal moment de gloire du SV Ehrang eut lieu lors de la saison 1960-1961, quand son équipe de football fut Rheinland Meister (championne de Rhénanie). À la suite de ce titre, elle participa au tour final pour la montée en 2. Oberliga Südwest (une ligue située à cette époque au 2e niveau de la hiérarchie du football allemand). Le club se classa 3e sur 3 derrière les deux montants, le 1. FC Sobernheim et le SV 06 Völklingen.
En 1966 et en 1972, le SV 
Ehrang joua en Amateurliga Rheiland.

Logo de la SG Ehrang/Pfalzel

Depuis quelques saisons, le SV Ehrang forme une "Spielgemeinschaft" avec le TSC 1897 Pfalzel sous l’appellation de SG Ehrang ou SG Ehrang/Pfalzel.
En 2010-2011, la SG Ehrang en Kreisliga A Trier/Saarburg, soit au 8e niveau de la hiérarchie de la DFB.

## Athlétisme
Le relais 4 × 100 du SV Ehrang  fut champion de Rhénanie en 1949 et 1950.

## Stade
- à partir de 1923: sportplatz auf der Heide (site de l’actuelle zone résidentielle « 'Hintere Heide »).
- à partir de 1927: sportplatz Fusserwiese à Dorfnähe.
- à partir de 1940: Antzwiese et Quinter Sportplatz.
- depuis 1971: Sportplatz auf der Heide à Karrenbachtal.